# Ullíbarri de los Olleros
Ullíbarri de los Olleros (en euskera Uribarri Nagusia y oficialmente Ullíbarri de los Olleros-Uribarri Nagusia) es un concejo perteneciente al municipio de Vitoria, en la provincia de Álava, incluido en la Zona Rural Este de Vitoria, País Vasco (España).

## Geografía
- Situado al sureste del municipio, a 9 km de distancia al centro urbano, en una hondonada del valle formado por el río Arkaute, en las estribaciones de los Montes de Vitoria, a 664 m s. n. m. Se accede por la carretera A-2130 para enlazar después a la altura de Otazu con la A-4133, el único acceso rodado a esta población. Forma parte de la Zona Rural Este de Vitoria.

### Localidades limítrofes
|                        | Norte: Bolívar          |               |
| Oeste: Monasterioguren |                         | Este: Bernedo |
|                        | Sur: Condado de Treviño |               |

## Despoblado
Forma parte del concejo una fracción del despoblado de:
- Ullíbarri-Guchi (denominado actualmente El Mortuorio).[2]

## Historia
Fue lugar de la hermandad de Vitoria, una de 43 aldeas que se reunieron a Vitoria en diferentes tiempos y ocasiones y que al segregarse en 1840 la Cuadrilla de Añana permanece en la Cuadrilla de Vitoria.
Durante el Antiguo Régimen pertenecía a la diócesis de Calahorra, vicaría de Vitoria y arciprestazgo de Armentia.
Existió en el lugar el poblado de Ullíbarri-Guchi con 4 casas y un oratorio según documento de 1845-50. Unas pocas casas, a 1 kilómetro del pueblo, cercanas a Monasterioguren, nos recuerdan este lugar. Se conserva la pila bautismal que señala la existencia de su parroquia, convertida ya a finales del siglo XVIII en ermita con el nombre de San Juan Bautista y en la actualidad desaparecida.
A mediados del siglo XIX, cuando formaba parte del ayuntamiento de Elorriaga, tenía 90 habitantes. Aparece descrito en el decimoquinto tomo del Diccionario geográfico-estadístico-histórico de España y sus posesiones de Ultramar de Pascual Madoz de la siguiente manera:

ULLIBARRI DE LOS OLLEROS: l. del ayunt. de Elorriaga, en la prov. de Alava, part. jud. de Vitoria (2 leg.), aud. terr. de Búrgos (22), c. g. de las Provincias Vascongadas, dióc. de Calahorra (20). sit. en llano; clima templado; y reinan los vientos N. y O. Tiene 49 casas; escuela de primera educacion para ambos sexos, frecuentada por 12 ó 14 alumnos y dotada con 15 fan. de trigo; igl. parr. (la Asuncion), servida por un beneficiado; cementerio en parage ventilado; y cerca del pueblo un cas. denominado Ullibarriguchi, con 4 casas y un oratorio: para el surtido de los hab. hay una fuente de aguas potables. El térm. confina N. Bolivar; E. Troconoiz; S. puerto de Treviño, y O. Monasterioguren; comprendiendo dentro de su circunferencia un monte de comunidad, llamado de Iturrioza, poblado de hayas, ademas de otros varios con brezo, helechos y jaras; no faltan canteras de piedra. El terreno es regular, todo secano, aunque nacen en él algunos insignificantes arroyos. caminos: el que dirige á la cap. y otro á Oquina, en regular estado: el correo se recibe de Vitoria. prod.: toda clase de granos, siendo la principal cosecha la de trigo; cria de ganado vacuno, caballar, lanar y cabrio; caza de perdices. ind.: ademas de la agrícola y pecuaria, hay un molino harinero y una fáb. de ollas de barro, de la que sin duda toma su nombre el pueblo. pobl.: 16 vec., 90 alm. contr.: con su ayunt. (V.).
(Madoz, 1849, p. 214)

Décadas después, ya en el siglo XX, se describe de la siguiente manera en el tomo de la Geografía general del País Vasco-Navarro dedicado a Álava y escrito por Vicente Vera y López:

Ullíbarri de los Olleros.—Aldea separada de Vitoria 9,991 metros, con 23 viviendas, de ellas 12 de dos pisos y 11 de uno, de ellas 2 deshabitadas; su población es de 119 almas de hecho y derecho, de las que son varones 71 y hembras 48. Su parroquia es de categoría rural de segunda clase; está dedicada á la Asunción de Nuestra Señora y pertenece al arciprestazgo de Armentia. Cerca del pueblo está la ermita de San Juan Bautista. Tiene una escuela pública incompleta. Confina, al N., con Aberásturi; al S., con Bolívar; al E., con Trocóniz; y al O., con Monasterioguren; sus tierras producen cereales, principalmente trigo, legumbres y hortalizas; cría ganado de varias especies. Sus vecinos tienen derecho al aprovechamiento de los montes comunales de Montea y La Larra, de 145 hectáreas de superficie, poblados de hayas. Le pertenece el término del antiguo poblado de Ullibarriguchi, del que solamente quedan la ermita de San Juan y cuatro casas. Comunica con Vitoria por un camino vecinal.
(Vera y López, 1915-1921, p. 359)

## Demografía
En 2018 el concejo cuenta con una población de 60 habitantes según el Padrón Municipal del Ayuntamiento de Vitoria.
| Gráfica de evolución demográfica de Ullibarri de los Olleros entre 2000 y 2018                           |
| |
| Población (2000-2017) según los censos de población del INE. Población según el padrón municipal de 2018 |

## Cultura

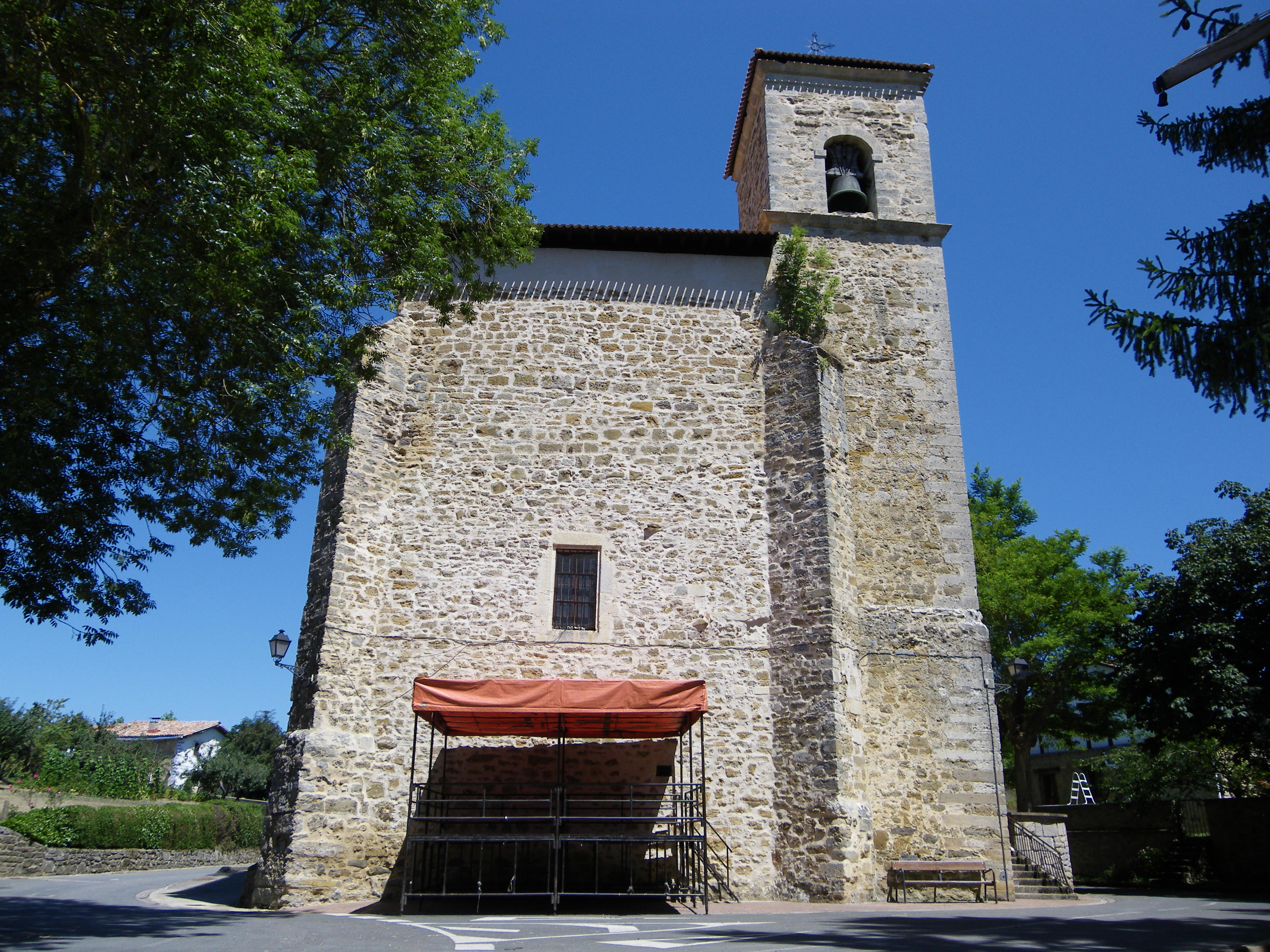
La iglesia de la Asunción

### Patrimonio material
- La iglesia de La Asunción (siglos XVI y XVII con pórtico del XIX) posee un relieve de la Piedad en la puerta doselado por una venera. La mejor pieza del retablo es el Sagrario.[9]

### Patrimonio inmaterial
Los vecinos del concejo eran apodados los "Puchericos" y celebran sus fiestas patronales el 15 de agosto (Asunción de Nuestra Señora).